# Heterophyidae
Los heterófidos (Heterophyidae) son una familia trematodos digenéticos, parásitos intestinales en su fase adulta. Los primeros huéspedes intermediarios son moluscos de prosobranquios, y los segundos huéspedes intermediarios son los peces que se alimentan de ellos. Los huéspedes definitivos son aves y mamíferos (incluidos los humanos).

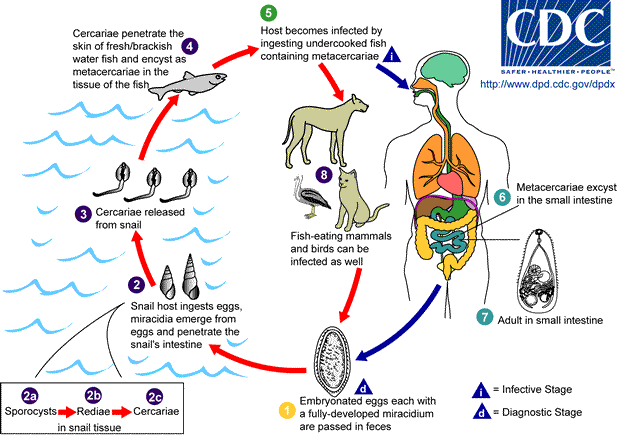
Ciclo de vida de Heterophyes

## Géneros
- Adleriella
- Apophalloides
- Apophallus
- Ascocotyle
- Centrocestus
- Cercarioides
- Cryptocotyle
- Euhaplorchis
- Euryhelmis
- Galactosomum
- Haplorchis
- Heterophyes
- Heterophyopsis
- Leighia
- Metagonimoides
- Metagonimus
- Neostictodora
- Phagicola
- Phocitrema
- Phocitremoides
- Pholeter
- Pricetrema
- Procerovum
- Pseudascocotyle
- Pseudogalactosoma
- Pygidiopsis
- Pygidiopsoides
- Scaphanocephalus
- Stellantchasmas
- Stictodora